# نزازه
نزازه (به عربی: النزازة) یک روستا در سوریه است که در حماه واقع شده‌است. نزازه ۳۵۴ نفر جمعیت دارد.